# René de Clercq
René de Clercq, född 14 november 1877 i Deerlijk, Västflandern, död 12 juni 1932 i Maartensdijk, var en flamländsk poet.

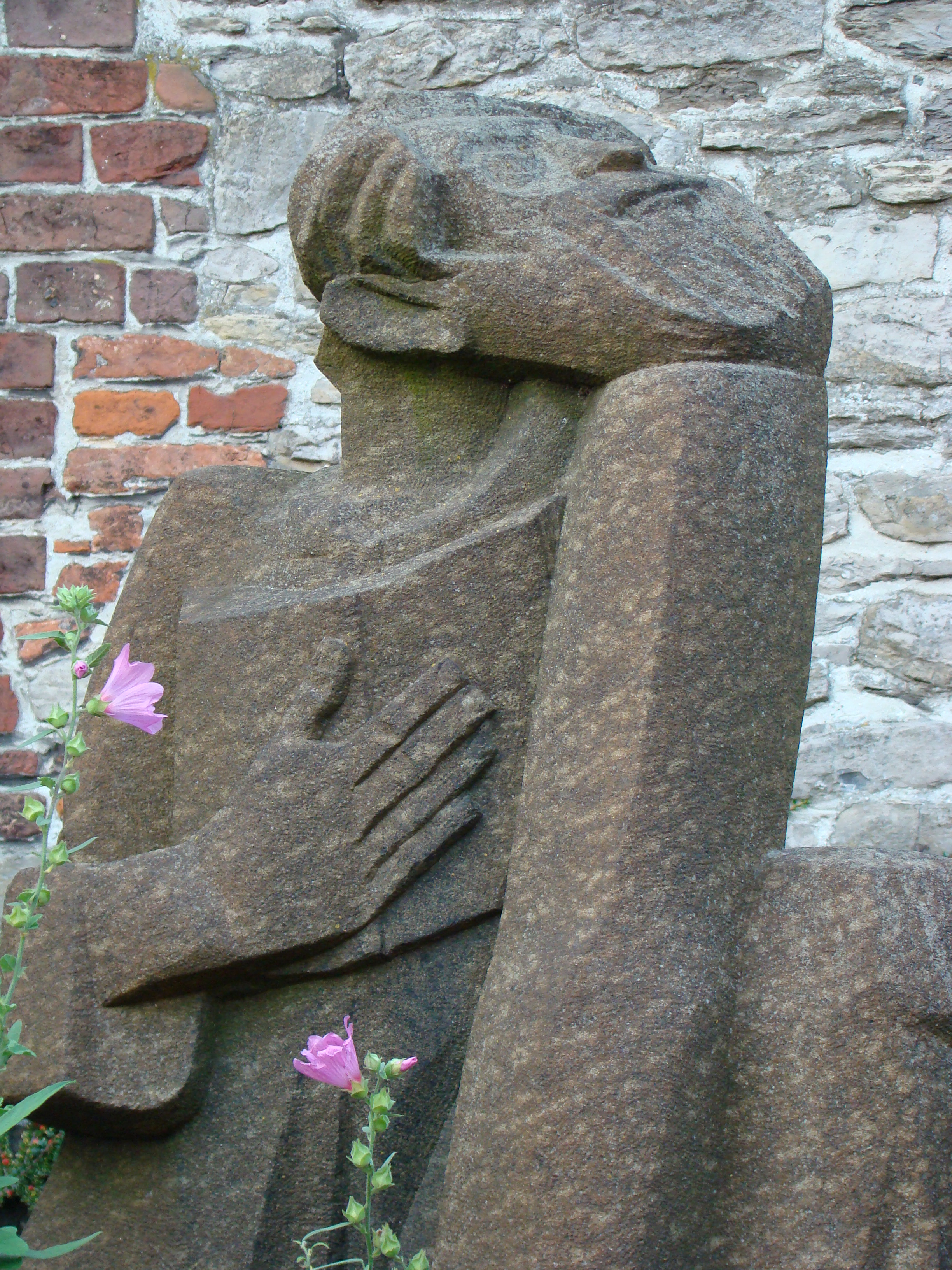
Monument över René de Clercq.

René de Clercq var lärare vid Athenäum, men avsattes 1915 på grund av aktivistisk propaganda. Han var på sin tid vid sidan av Guido Gezelle en av de mest kända flamländska folksångarna. Han skrev idylliska dikter såsom i samlingen Gedichten (1896), och även ett antal rimmade romaner, av vilka märks De Vlasgaard ("Linfältet", 1902). De Clercq skrev även politiska dikter, som belgisk patriot skrev han De zware Kroon (1915), och senare som flamländsk aktivist under tyskt beskydd De Noodhoorn "Stridshornet", 1917). Bland hans romaner märks Harmen Riels (1913). Efter första världskriget tvingades han i landsflykt i Nederländerna.